# Moduláris számelmélet
A moduláris számelmélet (melyet gyakran neveznek moduláris aritmetikának, modulo aritmetikának, vagy óra aritmetikának, mivel a 12-24 órás rendszerünknél is ezt használjuk) az egészeknek olyan számtanja, ahol a számok körbeérnek (újrakezdődnek nullától), amikor elérnek egy bizonyos értéket – a modulust. A moduláris számelmélet Carl Friedrich Gauss-tól indult, aki először 1801-ben megjelent, Disquisitiones Arithmeticae című könyvében tárgyalta a témát.
Mint említettük, a moduláris számelmélet nagyon is közel áll a mindennapi ember életéhez. Min alapszik állításunk? Vegyük csak a minden háztartásban előforduló, sőt minden ember életében fontos szerepet játszó óráinkat, akár 12, akár 24 órás jelölést is használnak. Az óránk bár 1-12-ig jelöli a számokat, például 19 órakor mégis általános használni a 7 órát. Miért? Mert a kongruenciák tanulmányozása után látni fogjuk 7 „azonosan egyenlő” 19-cel ha a modulus 12, azaz ha 19-et osztjuk 12-vel, 7 lesz a maradék.
De akár nézhetjük azt is, hogy a 24 órás rendszerben nem használjuk a 33 óra van kifejezést, mert 33 „kongruens” 9-cel modulo 24. Tehát ugyebár a 33 óra a holnap 9 órát jelenti a saját életünkre kivetítve ezt a moduláris számtant.
A moduláris számelmélet tételei fontos szerepet játszanak például az RSA titkosítási eljárásban is, egyéb prímszámelméleti tételekkel együtt.
A moduláris számelmélet alapja a kongruenciák elméletén alapszik.